# 黄南チベット族自治州
黄南チベット族自治州（こうなん-チベットぞく-じちしゅう）は中華人民共和国青海省に位置するチベット民族の自治州。黄南蔵族自治州（こうなんぞうぞくじちしゅう）とも称されている。
チベット名はマロ・プーリー・ランキョン・クル（チベット文字：རྨ་ལྷོ་བོད་རིགས་རང་སྐྱོང་ཁུལ་）。チベット語の「マ (rma)」とは黄河の上流部マチュ河 (rma chu) を、「ロ (lho)」とは「南」を意味し、あわせて「マチュ河の南」を意味する。中国名「黄南」は、その逐語訳である。

## 地理
北部は青海省の海東市、西部は海南チベット族自治州、西南部はゴロク・チベット族自治州、東部から南部にかけては甘粛省の甘南チベット族自治州と接する。チベットの伝統的な地理区分では、アムド地方のレプコン地方の中核をなす。

## 沿革
1953年12月23日、「プーリー・ランキョン・ジョン（bod rigs rang skyong ljongs, 蔵族自治区）」として発足、1955年に「ランキョン・クル（自治州）」に改称して現在に至る。

## 行政区画
1県級市・2県・1自治県を管轄する。
- 同仁市（thung ren, トゥンレン）
- 尖扎県（gcan tsha, チェンツァ）
- 沢庫県（rtse khog, ツェコク）
- 河南モンゴル族自治県（sog sde, ソクデ）

同仁、チェンツァ、ツェコクで発足、後にソクデを加える。
州人民政府の所在地は同仁市のロンボ・ギャガル（rong po rgya mkhar, 隆務鎮）。
| 黄南チベット族自治州の地図                |
| ----------------------------------------- |
| 同仁市 尖扎県 沢庫県 河南モンゴル族自治県 |

### 年表
この節の出典

#### 黄南チベット族自治区
- 1953年9月30日 - 青海省同仁チベット族自治区・尖扎県を編入。黄南チベット族自治区が成立。(3県)
  - 同仁チベット族自治区が県制施行し、同仁県となる。
  - 同仁県の一部が分立し、沢庫県が発足。
- 1955年7月28日 - 黄南チベット族自治区が黄南チベット族自治州に改称。

#### 黄南チベット族自治州
- 1959年3月22日 - 循化サラール族自治県・河南蒙族自治県を編入。(3県2自治県)
- 1962年1月6日 - 循化サラール族自治県が省直轄県級行政区となる。(3県1自治県)
- 1964年10月27日 - 河南蒙族自治県が河南モンゴル族自治県に改称。(3県1自治県)
- 1984年4月24日 - 甘粛省甘南チベット族自治州夏河県の一部が河南モンゴル族自治県に編入。(3県1自治県)
- 2020年6月29日 - 同仁県が市制施行し、同仁市となる。(1市2県1自治県)